# Parque Jaime J. Merino
El Parque Jaime J. Merino fue la casa de los Petroleros de Poza Rica de fútbol y de los Petroleros de Poza Rica de béisbol de 1958 a 1969, se localizaba en la ciudad de Poza Rica, Veracruz, México. El inmueble que tenía una capacidad para 10,000 espectadores fue demolido en 1969, por lo que los equipos tuvieron que cambiar de casa al Estadio Heriberto Jara Corona. Actualmente en los terrenos donde alguna vez estuvo ubicado el Parque Jaime J. Merino y la Cancha Bermúdez se encuentra la "Plaza Cívica 18 de Marzo".
El día 7 de febrero de 1959 se llevó a cabo un partido entre los Petroleros de Poza Rica y Santos de Brasil en donde participó el astro Pelé, en un partido que terminó 2 goles a 1 a favor del Santos.
El día 18 de junio de 1965 se llevó a cabo el 34° Juego de Estrellas de la Liga Mexicana de Béisbol entre la selección de Extranjeros y la selección de Mexicanos en donde los Extranjeros se impusieron 7 carreras a 2.